# Athletic Aviación de Madrid 1939-1940
Questa voce raccoglie le informazioni riguardanti l'Athletic Aviación de Madrid, antico nome del Club Atlético de Madrid, nelle competizioni ufficiali della stagione 1939-1940.

## Stagione
Nella stagione 1939-1940 i Colchoneros, allenati da Ricardo Zamora, conquistarono il primo titolo della loro storia. In Coppa del Generalísimo l'Athletic Aviación fu invece eliminato agli ottavi di finale dal Real Saragozza. La squadra vinse anche l'ultima edizione del campionato regionale, denominato Mancomunado Centro.. Giocò inoltre uno spareggio contro l'Osasuna, per determinare chi dovesse fare spazio al Real Oviedo e prendere parte alla Primera División 1940-1941, vincendo 3-1.. La vittoria alla prima giornata, per 3-1, contro l'Athletic Bilbao fu la prima in assoluto dopo ben undici incontri con i baschi.

## Organigramma societario
Le cariche societarie.
- Presidente: Luis Navarro Garnica
- Vicepresidente: José Maria Fernandez Cabello
- Segretario: Cesáreo Galíndez
- Segretario tecnico: Francisco Campos
- Tesoriere: José Bosmediano Toril
- Contabile: Juan Touzon Jurjo

## Maglie e sponsor
| Manica sinistra · Manica sinistra · Maglietta · Maglietta · Manica destra · Manica destra · Pantaloncini · Calzettoni |

## Rosa
| N. |                   | Ruolo | Calciatore            |
| -- | ----------------- | ----- | --------------------- |
| -  | Spagna (bandiera) | P     | Fernando Tabales      |
| -  | Spagna (bandiera) | P     | Guillermo             |
| -  | Spagna (bandiera) | D     | Alfonso Aparicio      |
| -  | Spagna (bandiera) | D     | José Mesa             |
| -  | Spagna (bandiera) | D     | Celso Pedro Blanco    |
| -  | Spagna (bandiera) | D     | Juan Escudero         |
| -  | Spagna (bandiera) | D     | José Cobo             |
| -  | Spagna (bandiera) | D     | Alejandro Díaz García |
| -  | Cuba (bandiera)   | C     | Francisco Arencibia   |
| -  | Spagna (bandiera) | C     | Francisco Machín      |
| -  | Spagna (bandiera) | C     | Santiago Buiría       |

| N. |                      | Ruolo | Calciatore             |
| -- | -------------------- | ----- | ---------------------- |
| -  | Spagna (bandiera)    | C     | Germán Gómez           |
| -  | Spagna (bandiera)    | C     | Ramón Gabilondo        |
| -  | Spagna (bandiera)    | C     | Luis Urquiri           |
| -  | Argentina (bandiera) | C     | Cesáreo Bachiller      |
| -  | Spagna (bandiera)    | C     | Enrique Rubio          |
| -  | Spagna (bandiera)    | A     | Juan Vázquez Tenreiro  |
| -  | Spagna (bandiera)    | A     | Francisco Campos       |
| -  | Spagna (bandiera)    | A     | Julio Antonio Elícegui |
| -  | Spagna (bandiera)    | A     | Adolfo Bracero García  |
| -  | Spagna (bandiera)    | A     | José Rubio             |

## Risultati

### Primera División

#### Spareggio promozione
| Arbitro: | Arribas Seijas |

|                              |           |             |
| Enrique 35’, 74’ Vázquez 54’ | Marcatori | 20’ Vergara |

#### Girone d'andata
| Arbitro: | Crespo Orradre |

|            |           |                       |
| Gárate 22’ | Marcatori | 49’, 52’, 55’ Enrique |

| Madrid 10 dicembre 1939 2ª giornata | Atlético Aviación | 0 – 0 referto | Real Betis | Chamartín\| Arbitro: \| Tamarit Falaguera \| |
| Arbitro:                            | Tamarit Falaguera |               |            |                                              |

| Arbitro: | Arribas Seijas |

|                               |           |                               |
| Antón 55’, 88’ Primo 58’, 80’ | Marcatori | 28’ Enrique 50’, 77’ Elícegui |

| Arbitro: | Rodríguez Mato |

|                                      |           |  |
| Enrique 3’, 54’ (rig.) Arencibia 73’ | Marcatori |  |

| Arbitro: | Tamarit Falaguera |

|                                          |           |              |
| Aparicio 22’ Tormo 56’ Vilanova 71’, 85’ | Marcatori | 7’ Arencibia |

| Arbitro: | González Díaz |

|                           |           |           |
| Enrique 25’ Arencibia 82’ | Marcatori | 44’ Lecue |

| Arbitro: | Sanchis Orduña |

|                                            |           |                    |
| Campanal 22’ Raimundo 42’, 55’ Pepillo 85’ | Marcatori | 10’ (rig.) Enrique |

| Arbitro: | Gojenuri Eguiluz |

|                          |           |          |
| Vázquez 75’ Elícegui 79’ | Marcatori | 30’ Chas |

| Arbitro: | Vilalta Bars |

|                   |           |  |
| Mas 7’ Quique 23’ | Marcatori |  |

| Arbitro: | Ferrer Rodríguez |

|                                           |           |          |
| Campos 23’, 62’ Enrique 66’ Gabilondo 82’ | Marcatori | 70’ Toro |

| Arbitro: | Espelta Mussons |

|          |           |  |
| Poli 10’ | Marcatori |  |

#### Girone di ritorno
| Arbitro: | Escartín Morán |

|                               |           |             |
| Vázquez 42’ Elícegui 65’, 89’ | Marcatori | 16’ Unamuno |

| Arbitro: | Cruella Tena |

|                 |           |                           |
| Cobo 37’ (aut.) | Marcatori | 20’ Gabilondo 45’ Vázquez |

| Arbitro: | Ocaña Nieto |

|                                                 |           |                  |
| Campos 25’, 53’, 87’ Gabilondo 42’ Elícegui 77’ | Marcatori | 67’ (rig.) Antón |

| Arbitro: | Jáuregui Ansó |

|              |           |                           |
| Sospedra 51’ | Marcatori | 7’ Elícegui 75’ Gabilondo |

| Arbitro: | Jáuregui Ansó |

|                          |           |            |
| Enrique 15’ Elícegui 56’ | Marcatori | 48’ Tatono |

| Arbitro: | Melcón Bartolomé |

|                    |           |  |
| Alday 2’ Lecue 59’ | Marcatori |  |

| Arbitro: | Crespo Orradre |

|                                          |           |                                 |
| Campos 5’ Enrique 38’ Gabilondo 60’, 89’ | Marcatori | 61’ Pepillo 77’ (rig.) Campanal |

| Arbitro: | Gojenuri Eguiluz |

|  |           |                          |
|  | Marcatori | 70’ Vázquez 76’ Elícegui |

| Arbitro: | Escartín Morán |

|                          |           |  |
| Campos 39’ Gabilondo 57’ | Marcatori |  |

| Arbitro: | Gojenuri Eguiluz |

|             |           |  |
| Agustín 18’ | Marcatori |  |

| Arbitro: | Arribas Seijas |

|                        |           |  |
| Campos 7’ Elícegui 75’ | Marcatori |  |

### Coppa del Generalísimo
| Vallecas 23 maggio 1940 Ottavi di finale – Andata | Atlético Aviación | 0 – 0 referto | Saragozza | Vallecas\| Arbitro: \| Gojenuri Eguiluz \| |
| Arbitro:                                          | Gojenuri Eguiluz  |               |           |                                            |

| Arbitro: | Cruella Tena |

|                      |           |                            |
| Bilbao 30’ Antón 40’ | Marcatori | 20’ Elícegui 60’ Arencebia |

| Arbitro: | Vilalta Bars |

|                                      |           |                         |
| Ruiz 11’ Olivares 33’, 42’ Primo 57’ | Marcatori | 65’ Elícegui 87’ Campos |

### Campeonato Mancomunado Centro
| Madrid 5 ottobre 1939 1ª giornata                                                 | Atlético Aviación | 1 – 2 referto                      | Ferroviaria |  |
| \| \| \| \| \| Elícegui 35’ \| Marcatori \| 38’ García de la Puerta 61’ Trompi \| |                   |                                    |             |  |
|                                                                                   |                   |                                    |             |  |
| Elícegui 35’                                                                      | Marcatori         | 38’ García de la Puerta 61’ Trompi |             |  |

| Valladolid 12 ottobre 1939 2ª giornata                                   | Valladolid Deportivo | 0 – 3 referto                          | Atlético Aviación |  |
| \| \| \| \| \| \| Marcatori \| 3’ Buiría 10’ Elícegui 77’ J. Escudero \| |                      |                                        |                   |  |
|                                                                          |                      |                                        |                   |  |
|                                                                          | Marcatori            | 3’ Buiría 10’ Elícegui 77’ J. Escudero |                   |  |

| Madrid 15 ottobre 1939 3ª giornata                        | Atlético Aviación | 1 – 1 referto | Imperio Madrid |  |
| \| \| \| \| \| Elícegui 78’ \| Marcatori \| 30’ Bescós \| |                   |               |                |  |
|                                                           |                   |               |                |  |
| Elícegui 78’                                              | Marcatori         | 30’ Bescós    |                |  |

| Madrid 22 ottobre 1939 4ª giornata                                 | Real Madrid | 2 – 1 referto | Atlético Aviación | Chamartín |
| \| \| \| \| \| Lecue 15’ Villita 88’ \| Marcatori \| 30’ Campos \| |             |               |                   |           |
|                                                                    |             |               |                   |           |
| Lecue 15’ Villita 88’                                              | Marcatori   | 30’ Campos    |                   |           |

| Salamanca 25 ottobre 1939 5ª giornata                          | Salamanca | 0 – 3 referto                | Atlético Aviación |  |
| \| \| \| \| \| \| Marcatori \| 47’, 87’ Elícegui 77’ Campos \| |           |                              |                   |  |
|                                                                |           |                              |                   |  |
|                                                                | Marcatori | 47’, 87’ Elícegui 77’ Campos |                   |  |

| Madrid 28 ottobre 1939 6ª giornata                                              | Ferroviaria | 0 – 4 referto                                 | Atlético Aviación |  |
| \| \| \| \| \| \| Marcatori \| 15’ J. Escudero 35’, 67’ Elícegui 87’ Enrique \| |             |                                               |                   |  |
|                                                                                 |             |                                               |                   |  |
|                                                                                 | Marcatori   | 15’ J. Escudero 35’, 67’ Elícegui 87’ Enrique |                   |  |

| Madrid 1º novembre 1939 7ª giornata                                        | Atlético Aviación | 3 – 1 referto | Salamanca |  |
| \| \| \| \| \| Campos 41’, 56’ Elícegui 69’ \| Marcatori \| 86’ Cano II \| |                   |               |           |  |
|                                                                            |                   |               |           |  |
| Campos 41’, 56’ Elícegui 69’                                               | Marcatori         | 86’ Cano II   |           |  |

| Madrid 5 novembre 1939 8ª giornata                                                                    | Atlético Aviación | 8 – 0 referto | Valladolid Deportivo |  |
| \| \| \| \| \| Enrique 10’ (rig.), 60’, 75’ Elícegui 50’, 70’, 86’ Campos 53’, 72’ \| Marcatori \| \| |                   |               |                      |  |
| |                   |               |                      |  |
| Enrique 10’ (rig.), 60’, 75’ Elícegui 50’, 70’, 86’ Campos 53’, 72’                                   | Marcatori         |               |                      |  |

| Madrid 11 novembre 1939 9ª giornata                                                          | Imperio Madrid | 2 – 3 referto                         | Atlético Aviación |  |
| \| \| \| \| \| Pepote 15’ Alday 65’ \| Marcatori \| 55’ Elícegui 68’ Campos 88’ Arencibia \| |                |                                       |                   |  |
|                                                                                              |                |                                       |                   |  |
| Pepote 15’ Alday 65’                                                                         | Marcatori      | 55’ Elícegui 68’ Campos 88’ Arencibia |                   |  |

| Madrid 19 novembre 1939 10ª giornata                          | Atlético Aviación | 3 – 0 referto | Real Madrid |  |
| \| \| \| \| \| Campos 14’, 26’ Vázquez 54’ \| Marcatori \| \| |                   |               |             |  |
|                                                               |                   |               |             |  |
| Campos 14’, 26’ Vázquez 54’                                   | Marcatori         |               |             |  |

## Statistiche

### Statistiche di squadra
| Competizione           | Punti | Totale | Totale | Totale | Totale | Totale | Totale | DR  |
| Competizione           | Punti | G      | V      | N      | P      | Gf     | Gs     | DR  |
| ---------------------- | ----- | ------ | ------ | ------ | ------ | ------ | ------ | --- |
| Primera División       | 29    | 22     | 14     | 1      | 7      | 43     | 29     | +14 |
| Coppa del Generalísimo | -     | 3      | 0      | 2      | 1      | 4      | 6      | -2  |
| Campionato Regionale   | 15    | 10     | 7      | 1      | 2      | 30     | 8      | +22 |
| Totale                 | 44    | 35     | 21     | 4      | 10     | 77     | 43     | +34 |